# Sterling Price
Sterling Price (20 settembre 1809 – 29 settembre 1867) è stato un avvocato, politico e generale statunitense.

## Biografia
Dopo avere praticato la professione di avvocato ed essere stato impegnato in politica, divenne generale della milizia dello Stato del Missouri durante la guerra messico-statunitense e quindi generale dell'esercito Confederato durante la guerra di Secessione. Colse un'importante vittoria alla Battaglia di Wilson Creek nella quale venne ucciso il comandante degli Unionisti Nathaniel Lyon.